# NGC 7337
NGC 7337 is een balkspiraalstelsel in het sterrenbeeld Pegasus. Het hemelobject werd op 10 september 1849 ontdekt door Johnstone Stoney, assistent van de Ierse astronoom William Parsons.

## Synoniemen
- UGC 12120
- MCG 6-49-50
- ZWG 514.71
- PGC 69344